# مایکل بیرن (بازیکن فوتبال، زاده ۱۸۸۰)
مایکل بیرن (انگلیسی: Michael Byrne؛ زادهٔ آوریل ۱۸۸۰) بازیکن فوتبال اهل بریتانیا است.
از باشگاه‌هایی که در آن بازی کرده‌است می‌توان به باشگاه فوتبال بریستول راورز، باشگاه فوتبال ساوت‌همپتون، باشگاه فوتبال چلسی، و باشگاه فوتبال گلوسوپ نورث اند اشاره کرد.